# The Silent Force
The Silent Force – trzeci album studyjny wydany przez holenderski zespół Within Temptation 15 listopada 2004 roku. Nagrany z wielkim rozmachem, z towarzyszeniem orkiestry symfonicznej i 80-osobowego chóru z Moskwy. Płyta zawiera zarówno tradycyjnie mocniejsze gitarowe kompozycje (See Who I Am, Jillian (I'd Give My Heart)) jak i orkiestralne ballady (Pale, Memories, Somewhere). Dwa miesiące od premiery płyta osiągnęła status złotej w Niemczech, Holandii i Belgii. W połowie 2005 roku złotą płytę przyznano także w Finlandii, zaś w 2008 roku w Portugalii. W samej Europie sprzedano ponad 500 000 egzemplarzy płyty.
Z albumu wydano trzy single. Na pierwszym ukazała się kompozycja Stand My Ground która stała się dużym przebojem w całej Europie. EPka z tym utworem zawierała dodatkowo trzy nowe utwory – Overcome, The Swan Song oraz Towards the End. Na drugi singiel wybrano balladę Memories. Na singlu z tą piosenką umieszczono nie publikowaną wcześniej kompozycję Destroyed. Trzecim singlem z albumu został utwór Angels. Podobnie jak na poprzednich singlach tutaj także umieszczono wcześniej nie publikowany utwór Say My Name. Do wszystkich trzech utworów nakręcono wideoklipy, które ukazywały się na singlach DVD. W 2005 roku przed premierą DVD The Silent Force Tour wydano także jeden promocyjny singiel Jillian (I'd Give My Heart). Album The Silent Force można było nabyć także w edycji Premium na której umieszczono dwa dodatkowe utwory – A Dangerous Mind i The Swan Song. Na płytach wydanych w Wielkiej Brytanii, Australii, Japonii oraz Stanach Zjednoczonych również zamieszczono dwa dodatkowe utwory – Destroyed oraz Jane Doe.

## Lista utworów
Opracowano na podstawie materiału źródłowego.
| Nr  | Tytuł utworu                 | Słowa                              | Muzyka                  | Długość |
| --- | ---------------------------- | ---------------------------------- | ----------------------- | ------- |
| 1.  | „Intro”                      | utwór instrumentalny               | Martijn Spierenburg     | 1:58    |
| 2.  | „See Who I Am”               | Sharon den Adel, Robert Westerholt | Spierenburg             | 4:52    |
| 3.  | „Jillian (I'd Give My Heart” | den Adel, Westerholt               | Spierenburg             | 4:47    |
| 4.  | „Stand My Ground”            | den Adel, Westerholt               | Daniel Gibson, Han'some | 4:26    |
| 5.  | „Pale”                       | den Adel, Westerholt               | Westerholt              | 4:28    |
| 6.  | „Forsaken”                   | den Adel, Westerholt               | Westerholt, den Adel    | 4:54    |
| 7.  | „Angels”                     | den Adel, Wetserholt               | Spierenburg, den Adel   | 4:00    |
| 8.  | „Memories”                   | den Adel, Westerholt               | den Adel, Spierenburg   | 3:51    |
| 9.  | „Aquarius”                   | den Adel, Westerholt               | Gibson, Han'some        | 4:47    |
| 10. | „It's the Fear”              | den Adel                           | Westerholt              | 4:07    |
| 11. | „Somewhere”                  | den Adel, Westerholt               | den Adel                | 4:14    |
|     |                              |                                    |                         | 46:24   |